# Дрест I
Дрест I (V век) — легендарный король пиктов. Упоминается в «Хронике пиктов».

## Биография
В хронике повествуется о том, что Дрест правил сто лет и одержал сто побед в битвах. Однако это рассматривается как легенда, а не факт. В «Хронике пиктов» также утверждается, что святой Патрик прибыл в Ирландию в девятнадцатый год правления Дреста в середине V века. Нехтон I был выслан Дрестом в Ирландию. Иоанн Фордунский писал, что Дрест правил сорок пять лет во времена Палладия.
После смерти Дреста I королём пиктов стал Талорк I.